# 碩運寺
碩運寺（せきうんじ）は、東京都荒川区にある曹洞宗の寺院。

## 概要
1596年（慶長元年）、千田庄兵衛の開基である。当時は武蔵国葛飾郡南本所石原町（現・東京都墨田区石原）に位置していた。境内には新美稲荷社があり、石原の鎮守となっていた。1910年（明治43年）、現在地に移転した。

### 尾久温泉の発見
移転後まもなくの1914年（大正3年）、当寺の住職松岡大機が井戸を掘ったところ、尾久温泉を発見した。最初は湯治場「寺の湯」として参拝者が利用していたが、盛況だったので「不老閣」として独立した。その後、尾久温泉は戦前まで温泉街として発展していった。

## 交通アクセス
- 都電荒川線宮ノ前停留場より徒歩1分[1]（経路案内）。